# Michael Boris

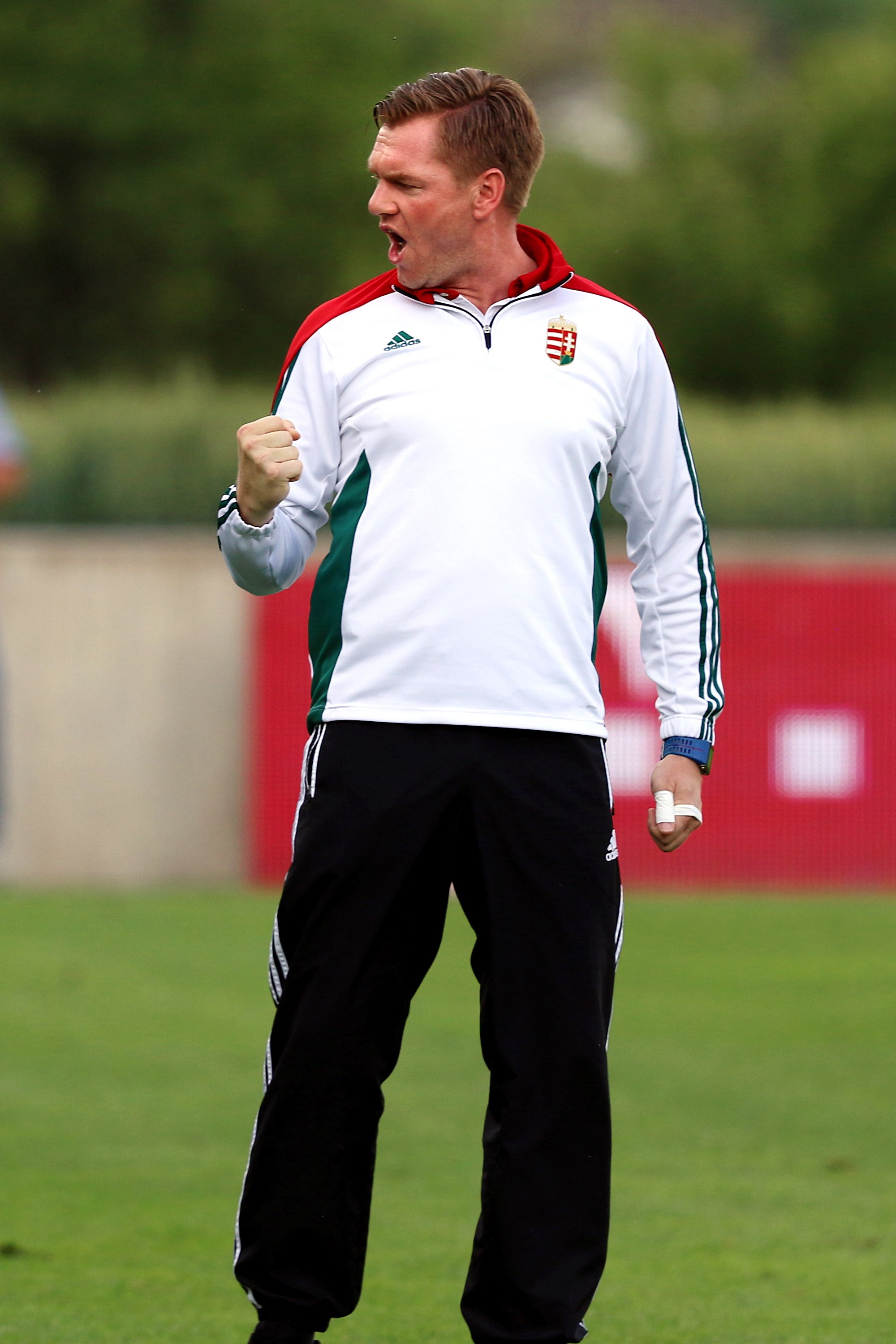
Michael Boris

Michael Boris (* 3. Juni 1975 in Bottrop-Kirchhellen), wohnhaft in Gladbeck, ist ein deutscher Fußballtrainer. 

## Fußballerische Anfänge
Nach seiner Jugendausbildung bei Wattenscheid 09 heuerte Boris im Sommer 1997 beim KSV Hessen Kassel an. Im darauffolgenden Jahr wechselte er zu den Kickers Emden. Dort avancierte er zum Stammtorhüter und Führungsspieler.

## Trainertätigkeiten

### Vereine im deutschen Amateurfußball
Seine erste Trainerstation war ebenfalls Emden, wo er von 2004 bis 2008 als Co-Trainer tätig war. Nach der erfolgreichen Zeit in Emden folgte 2008 der erste Cheftrainer-Posten beim VfB Homberg in der Oberliga Nordrhein. Ein Jahr später ging Boris zum TSV Germania Windeck. In der NRW-Liga war er zwei Jahre erfolgreich mit dem Verein unterwegs, was das Interesse von Schalke 04 weckte. Im Januar 2010 wurde Boris als neuer Trainer der U-23 des Bundesligisten vorgestellt, er übernahm den Posten von Oliver Ruhnert.
2011 unterschrieb Boris einen Vertrag bei den Sportfreunden Siegen. In seinem ersten Jahr stieg der Verein in die neu formierte Regionalliga West, wo sich die Sportfreunde Siegen als feste Größe in der vierthöchsten deutschen Spielklasse etablierten.
Im Januar 2014 verpflichteten die Sportfreunde Lotte Boris mit großen Aspirationen. Doch die Vorstellungen des Fußballlehrers konnten nicht umgesetzt werden. Genau ein Jahr später kehrte Boris zurück nach Siegen, um die Sportfreunde aus der Abstiegsregion zu führen. Dies blieb jedoch ohne Erfolg – Siegen stieg ab.
2015 entschied sich Boris beim KFC Uerdingen anzuheuern, welcher im Vorjahr ebenfalls aus der Regionalliga-West abgestiegen war. Im Frühjahr 2016 wurde er dort wieder entlassen.

### Ungarischer Fußballverband
Im August 2016 wurde Boris zum Nationaltrainer der U-19 des ungarischen Fußballverbandes berufen. Dort konnte er sich mit der ungarischen U-19 Nationalmannschaft für die Eliterunde der UEFA-Europameisterschaft 2018 qualifizieren, wo seine Mannschaft zweiter hinter Tschechien wurde.
Im Januar 2017 wurde Boris zum U-21-Nationaltrainer des ungarischen Fußballverbandes berufen. Dort übernahm Boris auch die Funktion als Sportdirektor-Assistent von Bernd Storck.
Als Cheftrainer der U-20/-21 Nationalmannschaft besiegte seine Mannschaft in einem Freundschaftsspiel in Paderborn den aktuellen Europameister Deutschland. Zusätzlich nahm Boris als Co-Trainer der U-15 und U-19 regelmäßig an internationalen Turnieren und Länderspielen teil (u. a. Nationen-Turnier der U-15 in Finnland im März 2018, Panda-Cup der U-19 in China im Mai 2018).
Boris war zudem Mitglied im Scoutingteam beim U-14 Sichtungsturnier zur Rekrutierung und Kaderzusammensetzung der U-15 Nationalmannschaft im Mai 2017 und Juni 2018.

### Stationen im europäischen Profifußball
Im Sommer 2019 wechselte Boris innerhalb Ungarns vom Landesverband zu MTK Budapest FC in die zweitklassige Nemzeti Bajnokság II. Mit dem Klub stieg er als Zweitligameister wieder in die erste Liga, die Nemzeti Bajnokság, auf. Trotz des Klassenerhalts als Tabellensiebter der Spielzeit 2020/21 trennte sich nach Saisonende der Klub von ihm.
Im Sommer 2021 unterzeichnete Boris einen Kontrakt bei SønderjyskE Fodbold in der dänischen Superliga. Nach vier Monaten im Amt wurde er bei nur zwei Siegen und drei Unentschieden einen Tag nach einer 0:6-Niederlage gegen Silkeborg IF Anfang November 2021 von seinen Aufgaben entbunden, der Klub rangierte als Tabellen-Vorletzter in der Superliga.
Anfang Februar 2022 kehrte Boris nach Ungarn zurück und übernahm den Erstligisten Fehérvár FC, er erreichte mit dem Club die Qualifikation zur Europa Conference League. Im Oktober 2022 wurde Boris vom Verein entlassen.

### Stationen im deutschen Profifußball
Seit dem 13. März 2024 bis Juni 2024  war Michael Boris Co-Trainer des Drittligisten SV Waldhof Mannheim.